# Il paroliere questo sconosciuto
Il paroliere questo sconosciuto è stato un programma televisivo di varietà andato in onda in due edizioni tra il 1962 ed il 1963 sul Secondo Programma della Rai.

## Produzione
Scritto da Leone Mancini per la regia di Stefano De Stefani (per la prima edizione) e  Lino Procacci, e condotto da Lelio Luttazzi coadiuvato da Raffaella Carrà al suo esordio assoluto sul piccolo schermo, la trasmissione intendeva valorizzare la figura del paroliere delle canzoni, fino allora poco conosciuta. I cantanti e gli autori delle canzoni erano seduti su un tavolo circolare per il dibattito di fronte al pubblico inframmezzato dalle canzoni eseguite.
Tra gli ospiti delle puntate, si segnalano Sergio Endrigo, Pino Donaggio, Gianni Meccia, Luigi Tenco, Carmen Villani, Nicola Arigliano, Fausto Cigliano, Jenny Luna, Lando Fiorini e, tra i parolieri, Vito Pallavicini, Franco Migliacci e Mogol.
Le puntate non sono più disponibili nelle Teche Rai, come dichiarato dallo stesso Luttazzi in una puntata di Ieri e Oggi insieme alla Carrà. L'unico filmato diffuso – nella trasmissione del 2009 Secondo canale condotta da Dario Salvatori – è quello di Edoardo Vianello che canta I Watussi. 
La prima edizione, composta da 12 puntate, è andata in onda dal 12 ottobre 1962 al 1 gennaio 1963, mentre la seconda edizione, di 11 puntate, è andata in onda dal 2 luglio al 10 settembre 1963.

## Curiosità
La prima puntata sarebbe dovuta essere rinviata dal 12 al 19 ottobre a causa di un collegamento per una gara sportiva. Invece, la puntata del 12 ottobre (così come quella del 19) è andata in onda regolarmente.

## Puntate

### Prima edizione
| N° | Data             | Ospiti                                                           | Ospiti                                                                     |
| -- | ---------------- | ---------------------------------------------------------------- | -------------------------------------------------------------------------- |
| 1  | 12 ottobre 1962  | Alfredo Bracchi, Alberto Rabagliati, Sandra Mondaini             | Jenny Luna, Carmen Villani, Bruna Lelli, Nicola Arigliano, Fausto Cigliano |
| 2  | 19 ottobre 1962  | Mogol, Adriano Celentano, Tony Dallara, Joe Sentieri, Tony Renis | Jenny Luna, Carmen Villani, Bruna Lelli, Nicola Arigliano, Fausto Cigliano |
| 3  | 26 ottobre 1962  | Enzo Bonagura                                                    | Jenny Luna, Carmen Villani, Bruna Lelli, Nicola Arigliano, Fausto Cigliano |
| 4  | 6 novembre 1962  | Vito Pallavicini                                                 | Jenny Luna, Carmen Villani, Bruna Lelli, Nicola Arigliano, Fausto Cigliano |
| 5  | 13 novembre 1962 | Riccardo Morbelli, Odoardo Spadaro, Rino Salviati                | Jenny Luna, Carmen Villani, Bruna Lelli, Nicola Arigliano, Fausto Cigliano |
| 6  | 20 novembre 1962 | Giorgio Calabrese                                                | Jenny Luna, Carmen Villani, Bruna Lelli, Nicola Arigliano, Fausto Cigliano |
| 7  | 27 novembre 1962 | Domenico Titomanlio                                              | Jenny Luna, Carmen Villani, Bruna Lelli, Nicola Arigliano, Fausto Cigliano |
| 8  | 4 dicembre 1962  | Pino Perotti (Pinchi)                                            | Jenny Luna, Carmen Villani, Bruna Lelli, Nicola Arigliano, Fausto Cigliano |
| 9  | 11 dicembre 1962 | Dino Verde                                                       | Jenny Luna, Carmen Villani, Bruna Lelli, Nicola Arigliano, Fausto Cigliano |
| 10 | 18 dicembre 1962 | Bixio Cherubini, Elsa Merliani, Alberto Rabagliati               | Jenny Luna, Carmen Villani, Bruna Lelli, Nicola Arigliano, Fausto Cigliano |
| 11 | 25 dicembre 1962 | Michele Galdieri                                                 | Jenny Luna, Carmen Villani, Bruna Lelli, Nicola Arigliano, Fausto Cigliano |
| 12 | 1 gennaio 1963   | Franco Migliacci, Gianni Meccia                                  | Jenny Luna, Carmen Villani, Bruna Lelli, Nicola Arigliano, Fausto Cigliano |

### Seconda edizione
| N° | Data              | Ospiti | Ospiti                                                   |
| -- | ----------------- | --- | -------------------------------------------------------- |
| 1  | 2 luglio 1963     | Nisa | Jenny Luna, Anna Poli, Nicola Arigliano, Fausto Cigliano |
| 2  | 9 luglio 1963     | Alberto Testa                                                                                                  | Jenny Luna, Anna Poli, Nicola Arigliano, Fausto Cigliano |
| 3  | 16 luglio 1963    | Umberto Bertini, Jula De Palma, Lando Fiorini, Achille Togliani                                                | Jenny Luna, Anna Poli, Nicola Arigliano, Fausto Cigliano |
| 4  | 23 luglio 1963    | Gian Carlo Testoni, Roman New Orleans Jazz Band, John Foster, Luigi Fiumicelli, Corrado Lojacono               | Jenny Luna, Anna Poli, Nicola Arigliano, Fausto Cigliano |
| 5  | 30 luglio 1963    | Quartetto Cetra, Natalino Otto, Giorni Kramer, Peter Van Wood, Pedro Manfredini                                | Jenny Luna, Anna Poli, Nicola Arigliano, Fausto Cigliano |
| 6  | 6 agosto 1963     | Mario Panzeri                                                                                                  | Jenny Luna, Anna Poli, Nicola Arigliano, Fausto Cigliano |
| 7  | 13 agosto 1963    | Bruno Pallesi                                                                                                  | Jenny Luna, Anna Poli, Nicola Arigliano, Fausto Cigliano |
| 8  | 20 agosto 1963    | Leo Chiosso,                                                                                                   | Jenny Luna, Anna Poli, Nicola Arigliano, Fausto Cigliano |
| 9  | 27 agosto 1963    | Biri, De Simone, Misselvia, Gloria Christian, Coky Mazzetti, Marisa Terzi, Giovanni La Comare, Neville Camerun | Jenny Luna, Anna Poli, Nicola Arigliano, Fausto Cigliano |
| 10 | 3 settembre 1963  | Marcello Zanfagna, Salvatore Palomba, Remo Germani, Nunzio Gallo, Carol Danell, Gina Armani, Enzo Guarini      | Jenny Luna, Anna Poli, Nicola Arigliano, Fausto Cigliano |
| 11 | 10 settembre 1963 | Carlo Rossi, Pino Donaggio, Edoardo Vianello, Gianni Meccia, Luigi Tenco, Sergio Endrigo                       | Jenny Luna, Anna Poli, Nicola Arigliano, Fausto Cigliano |